# Tribunal du travail (Monaco)
Pour les articles homonymes, voir Tribunal du travail.
Pour les autres articles nationaux ou selon les autres juridictions, voir Liste des juridictions du travail.
Le tribunal du travail traite les conflits liés à l'exécution ou la rupture du contrat de travail.
Le tribunal est composé de 40 membres (juges non professionnels), à parité entre représentants des salariés et représentants patronaux. Ils sont désignés pour 6 ans et renouvelés pour moitié tous les 3 ans. Les membres ne sont pas directement désignés par les organisations syndicales ou patronales, mais par "Ordonnance Souveraine" parmi les candidats proposés.
L'organisation du tribunal du travail est similaire à celle des Conseils de prud'hommes français avec une procédure de conciliation et un bureau de jugement. La différence notable est que le bureau de jugement, outre les deux juges salariés et les deux juges employeurs, est présidé par un magistrat professionnel appelé juge de paix.